# Cneminvolvulus longehirtus
Cneminvolvulus longehirtus is een keversoort uit de familie Rhynchitidae. De wetenschappelijke naam van de soort is voor het eerst geldig gepubliceerd in 1882 door Fairmaire.